# Maxov (Radvanec)
Maxov (německy Maxdorf) je vesnice, část obce Radvanec v okrese Česká Lípa. Nachází se asi 2 km na jihovýchod od Radvance. Je zde evidováno 86 adres. Trvale zde žije 20 obyvatel.
Maxov leží v katastrálním území Radvanec o výměře 8,83 km2.
Přes obec je vedena modře značená turistická trasa od České Lípy a Sloupu v Čechách na Cvikov.

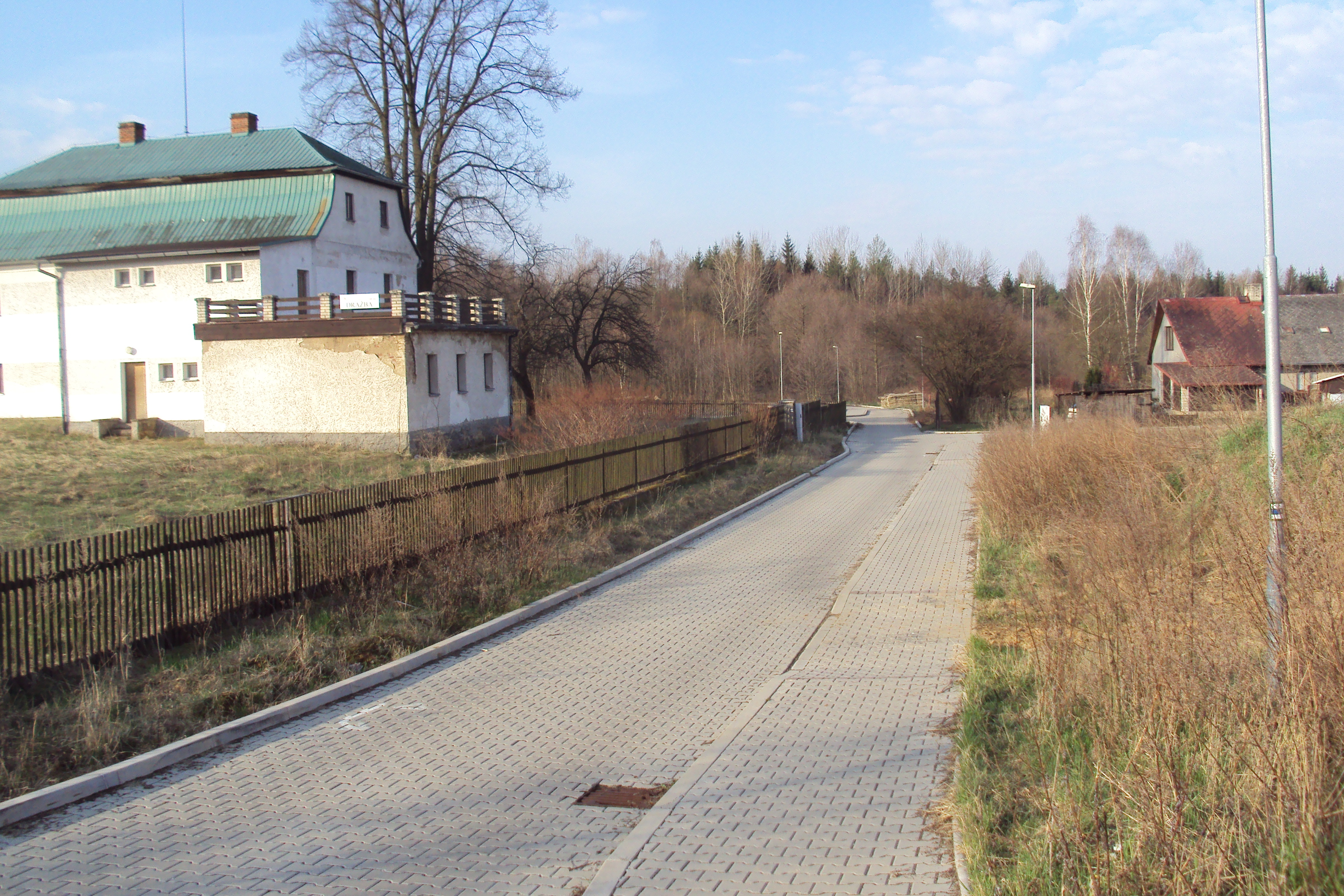
Jižní část Maxova